# کارشناسی ارشد طراحی
کارشناسی ارشد طراحی (به انگلیسی: Master of Design) (.MDes. ،M.Des یا M.Design) یک مدرک دانشگاهی کارشناسی ارشد در زمینه طراحی است که توسط چندین موسسه علمی معتبر در سراسر جهان اعطا می‌شود. 
سطح مدرک معادل‌های مختلفی دارد. برخی از این مدارک معادل کارشناسی ارشد هنرهای زیبا و برخی دیگر با مدرک کارشناسی ارشد هنر یا کارشناسی ارشد علوم در رشته‌های جایگزین هستند.
اما غالب این فارغ التحصیلان دارای مدرک مرتبط با کارشناسی طراحی و حدود دو سال مطالعه و تحقیق در طراحی نیاز دارند.
البته مدرک مورد نیاز سازمان نظام مهندسی در ایران مدرک کارشناسی میباشد و اخذ مدارک بالاتر فقط جهت استخدام مفید میباشد ولی برای کار سازمان نظام مهندسی همان مدرک کارشناسی کافی است.

## موسسات اعطا کننده
- دانشگاه نایروبی، کنیا؛ مدرک کارشناسی ارشد طراحی را طی دورۀ تحقیقات ۲ سالۀ تحصیلی از طریق دانشکدهٔ هنر و طراحی اعطا می‌کند.[۱]
- دانشگاه کالیفرنیا، برکلی، ایالات متحدهٔ آمریکا، مدرک کارشناسی ارشد طراحی را طی دورۀ کارگاه ۱۷ ماههٔ آموزشی در زمینۀ فن‌آوری‌های نوظهور و طراحی اعطا می‌کند.[۲]
- دانشگاه آلبرتا، ادمونتون، آلبرتا، کانادا؛ مدرک کارشناسی ارشد طراحی را طی دورۀ ۲ سالۀ تحصیلی در زمینهٔ طراحی صنعتی و طراحی ارتباطات بصری اعطا می‌کند.
- آکادمی هنر و طراحی بزالل، اورشلیم، اسرائیل؛ مدرک کارشناسی ارشد طراحی را طی دورۀ ۲ سالۀ تحصیلی در زمینۀ طراحی صنعتی اعطا می‌کند.
- دانشگاه هنر کالیفرنیا، سان فرانسیسکو، ایالات متحدهٔ آمریکا؛ مدرک کارشناسی ارشد طراحی را طی سه ترم آموزشی در زمینۀ تحصیل در طراحی تعاملی اعطا می‌کند.
- دانشگاه کارنگی ملون، پیتسبورگ، ایالات متحدهٔ آمریکا؛ مدارک کارشناسی ارشد طراحی را طی دورۀ ۲ سالۀ تحصیل در زمینۀ برنامه‌ریزی ارتباطات و طراحی اطلاعات (به طور مشترک با دانشکدۀ زبان انگلیسی ارائه می شود)، و همچنین دز زمینۀ طراحی تعاملی، هر دو را از طریق دانشکدۀ طراحی اعطا می‌کند. هر دو مدرک پایانی طی دورۀ ۲ سالۀ تحصیلی هستند.
- موسسهٔ مرکزی فناوری، کوکراجهار، آسام، هند؛ کارشناسی ارشد طراحی متخصص در زمینۀ طراحی چند رسانه‌ای و ارتباطات (MCD) را طی دورۀ ۲ سالۀ تحصیلی اعطا می‌کند.
- دانشگاه کنکوردیا، مونترال، کبک، کانادا؛ مدرک کارشناسی ارشد طراحی، با تمرکز بر زمینۀ چند‌رشته‌ای و پایداری را طی دورۀ ۲ سالۀ تحصیلی اعطا می‌کند.
- دانشگاه سینسیناتی، سینسیناتی، ایالات متحدهٔ آمریکا؛ مدرک کارشناسی ارشد طراحی. اعطا مدرک پایانی طی دورۀ ۲ سالۀ تحصیلی است.
- مرکز طراحیِ دانشگاه کرانفیلد، کرانفیلد، بریتانیا؛ مدرک کارشناسی ارشد طراحی در زمینۀ نوآوری و خلاقیت در صنعت و همینطور در زمینۀ طراحی و نوآوری برای پایداری، هر دو را از طریق مرکز طراحی خلاق رقابتی (C4D) اعطا می‌کند.
- دانشگاه کاونتری وست میدلندز، بریتانیا؛ پس از طی دورۀ ۳ سالۀ تحصیل در کارشناسی طراحی محصول، در سال ۴ تحصیل مدرک کارشناسی ارشد طراحی را اعطا می‌کند.
- دانشکدهٔ هنر و طراحی کلمبوس، اوهایو، ایالات متحدهٔ آمریکا؛ مدرک کارشناسی ارشد طراحی را طی دورۀ ۲ سالۀ تحصیل در زمینۀ طراحی یکپارچه (Integrative Design) اعطا می‌کند. (طراحی یکپارچه مزیتی رقابتی در بسیاری از زمینه‌ها از جمله تجارت، مهندسی، مراقبت‌های بهداشتی و آموزش ارائه می‌دهد.)
- موسسهٔ فناوری اطلاعات و ارتباطات دیروبهائی امبانی، گاندی‌نگر، هند؛ مدرک کارشناسی ارشد طراحی را طی دورۀ ۲ سالۀ تحصیلی در زمینۀ طراحی ارتباطات اعطا می‌نماید.
- دانشگاه داندی، داندی، اسکاتلند؛ مدرک کارشناسی ارشد طراحی را طی دورۀ ۱ سالۀ تحصیلِ تمام‌وقت اعطا می‌کند.
- دانشگاه نپیر ادینبرا، ادینبرا، بریتانیا؛ مدرک کارشناسی ارشد طراحی را گرایش‌های هنرهای دیجیتال، طراحی گرافیک، طراحی تعاملی، طراحی میان‌رشته‌ای، معماری داخلی، طراحی محصول، پایداری و شهرسازی اعطا می‌کند. این دوره به صورت ۳ دورۀ سه‌ماهۀ تمام‌وقت (۱۲ ماه) برگزار می‌شود.
- دانشگاه هنر و طراحی امیلی کار، ونکوور، بریتیش کلمبیا، کانادا؛ مدرک کارشناسی ارشد طراحی را در یک برنامۀ تمام‌وقت پژوهش محور و طی دورۀ ۲ سالۀ تحصیل در زمینۀ طراحی میان‌رشته‌ای اعطا می‌نماید .
- دانشکدهٔ هنر گلاسگو، گلاسگو، بریتانیا؛ مدرک کارشناسی ارشد طراحی در زمینۀ نوآوری طراحی (با گرایش طراحی خدمات، طراحی محیطی یا شهروندی)، طراحی ارتباطات (گرافیک، تصویرسازی، عکاسی)، مد و منسوجات، طراحی داخلی، فرهنگ دیجیتال و صدا برای تصویر متحرک اعطا می‌کند. دوره‌ها در طی ۳ دورۀ سه‌ماهۀ تمام‌وقت (۱۲ ماه) یا دورۀ ۲۴ ماهه برگزار می‌شوند.
- دانشگاه هریوت-وات، ادینبرا، بریتانیا؛ مدرک کارشناسی ارشد طراحی را در زمینۀ طراحی بازی‌ و توسعه طی دورۀ ۱ سالۀ تحصیلِ تمام‌وقت اعطا می‌کند.
- مؤسسه فناوری خولون، خولون، اسرائیل؛ مدرک کارشناسی ارشد را در زمینۀ طراحی یکپارچه را طی دورۀ ۲ سالۀ تحصیل اعطا می‌کند.
- دانشگاه پلی‌تکنیک هنگ کنگ، هنگ کنگ؛ مدرک کارشناسی ارشد طراحی را در زمینه‌های طراحی تمرینات، استراتژی‌های طراحی، طراحی تعاملی، طراحی بین‌المللی و مدیریت کسب‌و‌کار و همینطور طراحی محیط‌های شهری اعطا می‌کند. اینها برنامه‌های دوره‌های ۱ سالۀ تحصیلی تمام‌وقت هستند که در طی ۳ دورۀ سه‌ماهه برگزار می‌شوند.
- مؤسسهٔ دانش هند، مرکز طراحی و تولید محصول، بنگلور، هند؛ مدرک کارشناسی ارشد طراحی در زمینۀ طراحی و مهندسی محصول را طی دورۀ ۲ سالۀ تحصیل اعطا می‌کند.
- موسسهٔ فناوری اطلاعات، طراحی و ساخت هند، کانچیپورام؛  مدرک کارشناسی ارشد طراحی در زمینۀ طراحی الکترونیک، ارتباطات و سیستم مکانیکی را اعطا می‌کند.
- موسسهٔ فناوری هند گوآهاتی، هند؛ مدرک کارشناسی ارشد طراحی را طی دورۀ ۲ سالۀ تحصیل اعطا می‌کند.
- موسسهٔ فناوری هند کان‌پور، هند؛ مدرک کارشناسی ارشد طراحی را طی دورۀ ۲ سالۀ تحصیل اعطا می‌کند.
- مرکز طراحی صنعتیِ مؤسسهٔ فناوری هند بمبئی، بمبئی، مهاراشترا، هند؛ مدرک کارشناسی ارشد طراحی در زمینه‌های طراحی صنعتی، ارتباطات بصری، پویانمایی، طراحی تعاملی، و تحرک و طراحی خودرو اعطا می‌کند. همۀ رشته‌ها به دورۀ ۲ سالۀ تحصیل نیاز دارند.
- موسسهٔ فناوری هند حیدرآباد، هند؛ مدرک کارشناسی ارشد طراحی را طی دورۀ ۲ سالۀ تحصیل اعطا می‌کند.
- موسسهٔ فناوری اطلاعات، طراحی و ساخت هند، جبال‌پور، هند؛ مدرک کارشناسی ارشد طراحی را در زمینۀ طراحی محصول، طراحی تعاملی و ارتباطات بصری و همچنین دکترا در طراحی اعطا می‌کند.
- دپارتمان طراحیِ انستیتوی فناوری هند دهلی، دهلی، هند؛ برنامه‌های تحصیلات تکمیلی را برای اعطای مدرک کارشناسی ارشد طراحی ارائه می‌دهد و پذیرش آن از طریق CEED (آزمون ورودی مشترک برای طراحی) است.[۳]
- دپارتمان طراحی (DoD), دانشگاه شیو نادار، دهلی (NCR)، هند؛ مدرک کارشناسی ارشد طراحی را (انتخاب مبتنی بر تخصص‌های موجود در زمینۀ طراحی محصول استراتژیک، ارتباطات بصری، طراحی تجربۀ کاربری و طراحی اطلاعات) طی دورۀ ۲ سالۀ تحصیلی اعطا می‌کند.[۴]
- مؤسسهٔ طراحی آی‌آی‌تی در مؤسسه فناوری ایلینوی، شیکاگو، ایالات متحدهٔ آمریکا؛ مدرک کارشناسی ارشد طراحی و مدرک مشترک کارشناسی ارشد طراحی/مدیریت ارشد کسب‌وکار (با مدرسۀ کسب‌و‌کار استوارت آی‌آی‌تی) اعطا می‌کند.
- دانشگاه اقتصاد ازمیر، ازمیر، ترکیه؛ مدرک کارشناسی ارشد طراحی را در زمینۀ مطالعات طراحی اعطا می‌کند. برنامه طی دورۀ ۲ سالۀ تحصیلی به زبان انگلیسی ارائه می‌شود.
- موسسهٔ ملی طراحی (NID)، هند؛ مدرک کارشناسی ارشد طراجی را در زمینه‌های طراحی محصول، طراحی مبلمان، طراحی گرافیک، طراحی فیلم پویانمایی، طراحی ارتباطات فیلم و ویدئو، طراحی نمایشگاه، طراحی پارچه، طراحی اسباب‌بازی و بازی، طراحی عکاسی، طراحی پوشاک، طراحی حمل و نقل، طراحی لوازم‌جانبی سبک‌زندگی، طراحی رسانه‌های جدید، طراحی اطلاعات، طراحی تعاملی، طراحی تجربۀ‌خرده فروشی، طراحی جهانی و طراحی بازی دیجیتال از طریق سه پردیس خود در احمدآباد (پردیس اصلی)، بنگلور (پردیس تحقیق و توسعه) و گاندی‌نگر (پردیس کارشناسی ارشد) طی دورۀ ۲٫۵ سالۀ تحصیلی اعطا می‌کند.
- موسسهٔ ملی فناوری مُد (NIFT)، دهلی نو، هند؛ مدارک کارشناسی ارشد را در رشته‌های کارشناسی ارشد طراحی (.M.Des)، کارشناسی ارشد مدیریت مد (.M.F.M) و کارشناسی ارشد فناوری مد (.M. FTech) اعطا می‌کند.
- دانشکدۀ هنر و طراحی دانشگاه نوا اسکوشیا (NSCAD)، هالیفاکس، نوا اسکوشیا، کانادا؛ پس از طی ۳ ترم یا ۱ سال تحصیلی، مدرک کارشناسی ارشد طراحی اعطا می‌کند و فارغ التحصیلان ملزم به ارایه پیشنهاد و تکمیل یک پروژه تحقیقاتی نهایی هستند.
- دانشکدهٔ هنر و طراحی دانشگاه انتاریو، تورنتو، انتاریو، کانادا؛ مدرک کارشناسی ارشد طراحی در زمینه‌های آینده‌نگری و نوآوری استراتژیک؛ آیندۀ دیجیتال؛ طراحی فراگیر؛ همینطور کارشناسی ارشد میان‌رشته‌ای در هنر، رسانه و طراحی؛ و طراحی برای سلامت را طی دورۀ ۲ سالۀ تحصیل اعطا می‌کند.
- دانشکدهٔ طراحی و ارتباطات ریونزبورن، لندن، بریتانیا؛ مدرک کارشناسی ارشد طراحی را با تخصص در زمینۀ مدیریت طراحی، طراحی خدمات، یا مدیریت برند تجملی، طی دورۀ ۱ سالۀ تحصیل (تمام‌وقت) یا دورۀ ۲ سالۀ تحصیل (پاره‌وقت) اعطا می‌کند.
- مدرسۀ طراحی رود آیلند، پراویدنس، رودآیلند؛ برنامه‌ای ۲+ ساله، متمرکز بر معماریِ استفادۀ‌مجدد تطبیقی ارائه می‌دهد.
- دانشگاه رابرت گوردون، ابردین، اسکاتلند؛ مدرک کارشناسی ارشد طراحی را در زمینۀ تمرین مبتنی بر متن طی دورۀ ۱ سالۀ تحصیل (تمام‌وقت) یا دورۀ ۲ سالۀ تحصیل (پاره‌وقت) اعطا می‌کند.
- آکادمی سلطنتی هنر، لاهه، هلند؛ مدرک کارشناسی ارشد طراحی تخصصی را در زمینۀ طراحی حروف و معماری داخلی طی دورۀ ۱ سالۀ تحصیلی اعطا می‌کند.
- مؤسسهٔ سلطنتی فناوری ملبورن، ملبورن، استرالیا؛ مدرک کارشناسی ارشد طراحی تخصصی را در زمینۀ طراحی ارتباطات طی دورۀ ۱٫۵ سالۀ تحصیلی اعطا می‌کند.
- موسسۀ سندبرگ، آمستردام، هلند؛ مدرک کارشناسی ارشد طراحی را طی دورۀ ۲ سالۀ تحصیلی اعطا می‌کند.
- مدرسهٔ مؤسسه هنر شیکاگو، شیکاگو، ایالات متحدهٔ آمریکا؛ مدرک کارشناسی ارشد طراحی را در زمینه‌های طراحی اشیاء و مد، بدن و لباس، هر دو در طی دورۀ ۲ سالۀ تحصیلی اعطا می‌کند.
- دانشگاه ایبروآمریکانا، تیخوانا، مکزیک؛ مدرک کارشناسی ارشد طراحی را در زمینۀ طراحی دیجیتال استراتژیک طی دورۀ ۲ سالۀ تحصیلی اعطا می‌کند.[نیازمند منبع]
- دانشگاه پالرمو، بوئنوس آیرس، آرژانتین؛ مدرک کارشناسی ارشد مدیریت طراحی را طی دورۀ ۲ سالۀ تحصیلی (پاره‌وقت) اعطا می‌کند.
- دانشگاه میشیگان، دانشکدۀ هنر و طراحی استمپز، ان آربور، ایالات متحدهٔ آمریکا؛ مدرک کارشناسی ارشد طراحی را در زمینۀ طراحی یکپارچه طی دورۀ ۲ سالۀ تحصیلی اعطا می‌کند.
- کالج مهندسی، طراحی و هنر شنکار، اسرائیل؛ مدرک کارشناسی ارشد طراحی را اعطا می‌کند.
- دانشکدهٔ مطالعات طراحی - دانشگاه مطالعات نفت و انرژی (UPES)، دهرادون، دهرادون، هند؛ مدرک کارشناسی ارشد طراحی را در زمینۀ طراحی صنعتی، طراحی محصول، طراحی داخلی و طراحی حمل‌و‌نقل اعطا می‌کند.
- دانشگاه واشینگتن، سیاتل، ایالات متحدهٔ آمریکا؛ مدرک کارشناسی ارشد طراحی را طی دورۀ ۲ سالۀ تحصیلی اعطا می‌کند.
- دانشگاه یورک، تورنتو، انتاریو، کانادا؛ مدرک کارشناسی ارشد طراحی. اعطا مدرک پایانی طی دورۀ ۲ سالۀ تحصیلی است.

## ادامۀ تحصیل کارشناسی در مقطع کارشناسی ارشد
برخی از موسسات اروپایی مدرک کارشناسی ارشد طراحی را در ادامۀ مقطع کارشناسی اعطا می‌کنند؛ ولی مانند تمام مدارک کارشناسی ارشد اروپایی، این مدرک نیز معمولاً نیازمند تحصیلات ۴ ساله با ارایهٔ یک پروژهٔ تحقیقاتی یا پایان‌نامه دارد.
- دانشگاه کاونتری، کاونتری، انگلستان؛ در رشته‌های مختلف طراحی صنعتی همچون طراحی حمل‌ونقل و خودرو طی دورۀ ۴ سالۀ تحصیلی، مدرک کارشناسی ارشد را اعطا می‌کند.[۵]
- دانشگاه لیدز، لیدز، انگلستان؛ مدرک کارشناسی ارشد طراحی را با تخصص در طراحی محصول، طی دورۀ ۴ سالۀ تحصیلی اعطا می‌کند. دانش‌آموزان پس از ۳ سال تحصیل مدرک کارشناسی طراحی دریافت می‌کنند و با ادامۀ تحصیل با گذراندن سال ۴ ام قادر به دریافت مدرک کارشناسی ارشد طراحی خواهند بود.[۶]
- دانشگاه د مونتفورت، لستر، انگلستان؛ مدرک کارشناسی ارشد طراحی را با تخصص در طراحی محصولات، طی دورۀ ۴ سالۀ تحصیلی اعطا می‌کند. همچنین فرصت تحصیل پاره‌وقت را برای تکمیل تحصیلات در ۷ سال را ارائه می‌دهد. پس از اتمام موفقیت‌آمیز تحصیلات به دانشجویان دانشنامۀ کارشناسی ارشد اعطا می‌شود.[۷]

## موسسات اعطا کننده در ایران
- دانشکدۀ هنرهای زیبا، دانشگاه تهران، تهران؛[۸] مدرک کارشناسی ارشد طراحی را طی دورۀ ۲ سالۀ تحصیلی در زمینۀ طراحی صنعتی اعطا می‌کند. [پذیرش از طریق کنکور سراسری]
- دانشکدۀ معماری و شهرسازی، دانشگاه علم و صنعت، تهران؛[۹] مدرک کارشناسی ارشد طراحی را طی دورۀ ۲ سالۀ تحصیلی در زمینۀ طراحی صنعتی اعطا می‌کند. [پذیرش از طریق کنکور سراسری]
- دانشگاه هنر اسلامی تبریز، تبریز؛[۱۰] مدرک کارشناسی ارشد طراحی را طی دورۀ ۲ سالۀ تحصیلی در زمینۀ طراحی صنعتی اعطا می‌کند. [پذیرش از طریق کنکور سراسری]
- دانشگاه هنر تهران، تهران؛[۱۱] مدرک کارشناسی ارشد طراحی را طی دورۀ ۲ سالۀ تحصیلی در زمینۀ طراحی صنعتی اعطا می‌کند. [پذیرش از طریق کنکور سراسری]
- دانشکدۀ هنر و معماری (دانشگاه آزاد تهران)، تهران؛[۱۲] مدرک کارشناسی ارشد طراحی را طی دورۀ ۲ سالۀ تحصیلی در زمینۀ طراحی صنعتی اعطا می‌کند. [پذیرش از طریق کنکور سراسری]
- دانشگاه الزهرا (پذیرش بانوان)، تهران؛[۱۳] مدرک کارشناسی ارشد طراحی را طی دورۀ ۲ سالۀ تحصیلی در زمینۀ طراحی صنعتی اعطا می‌کند. [پذیرش از طریق کنکور سراسری]